# Крістіна Мундт
Крістіна Мундт (нім. Kristina Mundt, 25 січня 1966) — німецька академічна веслувальниця.
Олімпійська чемпіонка 1988, 1992 років у складі парної четвірки.
Чемпіонка світу 1985, 1994 років у складі парної четвірки, срібна призерка 1993 року в складі парної четвірки.